# SN 2006lu
SN 2006lu – supernowa typu Ia odkryta 30 października 2006 roku w galaktyce A091517-2536. W momencie odkrycia miała maksymalną jasność 17,60m.